# Cesarske grobnice dinastij Ming in Čing
Cesarske grobnice dinastij Ming in Čing (poenostavljeno kitajsko: 明清皇家陵寝; tradicionalno kitajsko: 明清皇家陵寢; pinjin: Míng Qīng Huángjiā Língqǐn) je oznaka, pod katero je UNESCO uvrstil več grobnic in grobnih kompleksov na seznam svetovne dediščine. Te grobnice izvirajo iz kitajskih dinastij Ming in Čing.
Grobnice so bile vključene na seznam v letih 2000, 2003 in 2004. Tri cesarske grobnice v provinci Liaoning, vse zgrajene v 17. stoletju, so bile dodane leta 2004: grobnica Jongling, grobnica Fuling in grobnica Džaoling so bile zgrajene za ustanovne cesarje dinastije Čing in njihovih prednikov. Te grobnice imajo bogato dekoracijo s kamnitimi kipi in rezbarijami ter ploščicami z motivi zmajev, ki ponazarjajo razvoj pogrebne arhitekture dinastije Čing. Trije nagrobni kompleksi in njihove številne zgradbe združujejo tradicije, podedovane iz prejšnjih dinastij, in nove značilnosti mandžurske kulture.

## Grobnice Ming
Cesar Hongvu, ustanovni cesar dinastije Ming, je izvedel velike reforme mavzoleja. Spremenil je gomile na tleh iz prejšnje kvadratne oblike vedra v okrogle ali podolgovate, preklical je palačo in povečal zgradbo templja. Dinastija Čing je sledila sistemu dinastije Ming, posvečala je več pozornosti kombinaciji pokopališča in okoliških gora ter rek, posvečala pozornost vrstnemu redu pokopanih ljudi in oblikovala ujemajoče se zaporedje grobnic cesarja in priležnic ter žrtvenih grobnic. Sistem je bil popolnejši in razumnejši. V grobnicah Ming blizu Pekinga je 13 grobnic, vendar so tudi druge grobnice dinastije Ming del svetovne dediščine. Na primer, grobnica Šianling, ki je v provinci Hubej, je bila zgrajena za 12. cesarja dinastije Ming od 1519 do 1566.

## Grobnice Qing
V tradicionalni Kitajski je čaščenje mrtvih zelo pomembno. Potem ko je prvi cesar dinastije Čing osvojil dinastijo Ming, se je odločil zgraditi grobnice Čing z grobnicami Ming, da bi svojim novim podložnikom zagotovil, da bodo tradicije Kitajcev Han še vedno spoštovane. Poleg tega je prvi cesar dinastije Čing verjel konceptu »mandata nebes«, to je tudi eden od razlogov, da se je odločil graditi okoli grobnic Ming.
Kot fevdalni vladar je to obravnaval kot pomembno delo, povezano z razcvetom in zatonom države ter dolžino cesarjevega bogastva. Ta koncept je dosegel svoj vrhunec. Pri izbiri mesta, načrtovanju in oblikovanju grobnice je bila v celoti uporabljena tradicionalna kitajska teorija Feng šuj, utelešena je bila kozmologija »harmonije med človekom in naravo«, človeški duh pa je bil oddan v naravo, kar je ustvarilo vzvišene, velike in večne nesmrtne podobe. Z vidika obsega in kakovosti zgradbe si prizadeva biti veličastna, spektakularna in izvrstna, da bi utelešala idejo nadvlade cesarske moči, pokazala cesarski slog in veličastnost ter postala simbol cesarstva, materializacija imperialne moči.
Tri grobnice Šeng Džing (kitajsko: 盛京三陵; pinjin: Shèng Jīng Sān Líng) so grobnice prednikov, ki so ustvarile temelj cesarske družine Manču in Čing. Oblika treh grobnic je posnemana kot osvetljeni mavzoleji z močno stiliziranimi elementi, ki so vplivali na gradnjo grobnic dinastije Čing po vstopu v prelaz. Tri grobnice ŠengDžinga ter vzhodne grobnice dinastije Čing in zahodne grobnice dinastije Čing sestavljajo skupino cesarskih grobnic, ki zgoščajo zgodovino dinastije Čing.

## Posesti vključene v svetovno dediščino
WHS št. 1004-več vključuje naslednje posamezne grobnice in skupine grobnic:
| Serijska ID št. | Grovnica ali skupina                   | Provinca | Lega             | Koordinate                                            | Površina (m²) | Bufer (m²)  | Leto vpisa |
| --------------- | -------------------------------------- | -------- | ---------------- | ----------------------------------------------------- | ------------- | ----------- | ---------- |
| 1004-001        | Grobnica Šianling                      | Hubej    | Džongšjang       | 31°01′N 112°39′E / 31.017°N 112.650°E                 | 876.000       | 2.264.000   | 2000       |
| 1004-002        | Vzhodne grobnice Čing                  | Hebej    | Zunhua           | 41°11′N 117°38′E / 41.183°N 117.633°E                 | 2.240.000     | 78.000.000  | 2000       |
| 1004-003        | Zahodne grobnice Čing                  | Hebej    | okrožje Ji       | 39°20′N 115°13′E / 39.333°N 115.217°E                 | 18.420.000    | 47.580.000  | 2000       |
| 1004-004        | Grobnice Ming                          | Peking   | okrožje Čangping | 40°16′10″N 116°14′40″E / 40.26944°N 116.24444°E       | 8.230.000     | 81.000.000  | 2003       |
| 1004-005        | Grobica Šjaoling                       | Džjangsu | Nanking          | 32°03′37″N 118°50′04″E / 32.06028°N 118.83444°E       | 1.160.000     | 1.800.000   | 2003       |
| 1004-006        | Grobnica Čang Jučuna                   | Džjangsu | Nanking          | 32°03′44″N 118°49′54″E / 32.06222°N 118.83167°E       | 9800          |             | 2003       |
| 1004-007        | Grobnica Čiu Čenga                     | Džjangsu | Nanking          | 32°03′51″N 118°49′59″E / 32.06417°N 118.83306°E       | 5500          |             | 2003       |
| 1004-008        | Grobnica Vu Lianga                     | Džjangsu | Nanking          | 32°04′00″N 118°49′51″E / 32.06667°N 118.83083°E       | 4000          | 1.800.000   | 2003       |
| 1004-009        | Grobnica Vu Džena (general)            | Jiangsu  | Nanjing          | 32°04′05″N 118°49′57″E / 32.06806°N 118.83250°E       | 3500          |             | 2003       |
| 1004-010        | Grobnica Šu Da                         | Džjangsu | Nanking          | 32°04′30″N 118°50′06″E / 32.07500°N 118.83500°E       | 8500          |             | 2003       |
| 1004-011        | Grobnica Li Vendžonga                  | Džjangsu | Nanking          | 32°04′47″N 118°50′23″E / 32.07972°N 118.83972°E       | 8700          |             | 2003       |
| 1004-012        | Grobnica Jongling dinastije Čing       | Liaoning | Fušun            | 41°42′36.4″N 124°48′08.8″E / 41.710111°N 124.802444°E | 2.365.900     | 13.439.400  | 2004       |
| 1004-013        | Grobnica Fuling dinastije Čing         | Liaoning | Šenjang          | 41°49′48.0″N 123°35′26.0″E / 41.830000°N 123.590556°E | 538.600       | 7.023.600   | 2004       |
| 1004-014        | Mavzolej Džao, grobnica dinastije Čing | Liaoning | Šenjang          | 41°51′09.1″N 123°25′39.0″E / 41.852528°N 123.427500°E | 478.900       | 3.187.400   | 2004       |
| Skupaj          |                                        |          |                  |                                                       | 34.379.400    | 234.294.400 |            |

## Druge cesarske grobnice
Unescov seznam svetovne dediščine ne vključuje mavzolejskih kompleksov, ki jih je cesar Hongvu zgradil za svoje prednike:
- Ming Huangling, grobnica njegovih staršev Džu Vusi in gospe Čen v Fengjangu, Anhuj
- Ming Zuling, grobnica njegovega dedka, pradedka in praprapradedka v Šujiju, Džjangsu